# 태국 걸가이드 연맹
태국 걸가이드 연맹(태국어: สมาคมผู้บำเพ็ญประโยชน์แห่งประเทศไทย ในพระบรมราชินูปถัมภ์; Girl Guides Association of Thailand)는 태국의 걸가이드 단체이다. 1957년 창설되었고, 현재 28,030여 명(2003년 기준)의 회원으로 구성되어 있다. 1963년에 걸가이드-걸스카우트 세계 연맹(WAGGGS)의 정회원이 되었다.

## 구성

### 연령별 구분
이 연맹은 나이에 따라, 네 개로 나누어 구분한다.:
- 작은 새 (นกน้อย; Little bird): 만 4세 ~ 만 6세
- 파랑새 (นกสีฟ้า; Blue Birds): 만 7세 ~ 만 11세
- 가이드 (ผู้บำเพ็ญประโยชน์รุ่นกลาง; Guides): 만 12세 ~ 만 15세
- 시니얼 가이드 (ผู้บำเพ็ญประโยชน์รุ่นใหญ่; Senior Guides): 만 16세 ~ 만 20세

### 선서
나는 나의 명예를 걸고 선언한다.:
1. 내 나라, 내 종교, 나라님에 대한 나의 의무를 다한다.
2. 항상 다른 사람을 돕는다.
3. 가이드 규율에 따른다.